# آمستل (نوشیدنی)

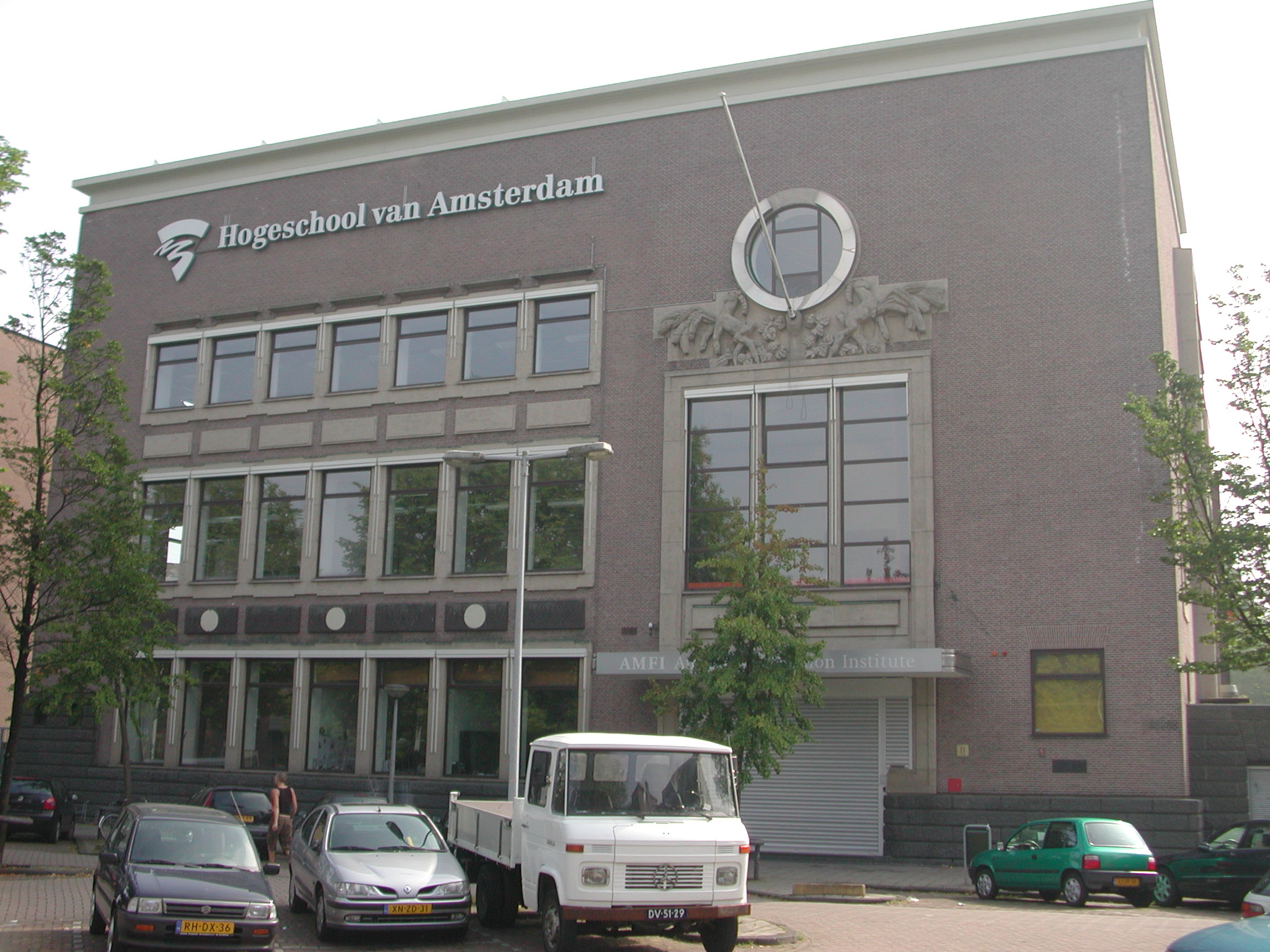
کارخانه آبجوسازی آمستل که اکنون به مدرسه تبدیل شده است.

آمستل ، (به انگلیسی: Amstel) شرکت نوشیدنی هلندی و از معروفترین برندهای آبجو در جهان است. آبجوسازی آمستل با تولیدی بالغ بر ۳۶ میلیون لیتر در سال، از بزرگترین آبجوسازی‌های هلند بشمار می‌آید.
شرکت آمستل در سال ۱۸۷۰ در شهر آمستردام بنیان گذاشته شد و در سال ۱۹۶۸ جزئی از شرکت هینیکن شد.